# Durham (Kansas)
Durham és una població dels Estats Units a l'estat de Kansas. Segons el cens del 2000 tenia 114 habitants.

## Demografia
Segons el cens del 2000, Durham tenia 114 habitants, 51 habitatges, i 29 famílies. La densitat de població era de 209,6 habitants/km².
Dels 51 habitatges en un 27,5% hi vivien nens de menys de 18 anys, en un 45,1% hi vivien parelles casades, en un 9,8% dones solteres, i en un 41,2% no eren unitats familiars. En el 37,3% dels habitatges hi vivien persones soles el 25,5% de les quals corresponia a persones de 65 anys o més que vivien soles. El nombre mitjà de persones vivint en cada habitatge era de 2,24 i el nombre mitjà de persones que vivien en cada família era de 2,87.
Per edats la població es repartia de la següent manera: un 23,7% tenia menys de 18 anys, un 6,1% entre 18 i 24, un 19,3% entre 25 i 44, un 29,8% de 45 a 60 i un 21,1% 65 anys o més.
L'edat mediana era de 46 anys. Per cada 100 dones de 18 o més anys hi havia 77,6 homes.
La renda mediana per habitatge era de 26.875 $ i la renda mediana per família de 47.917 $. Els homes tenien una renda mediana de 28.000 $ mentre que les dones 25.625 $. La renda per capita de la població era de 16.402 $. Entorn del 0% de les famílies i el 3,1% de la població estaven per davall del llindar de pobresa.

## Poblacions més properes
El següent diagrama mostra les poblacions més properes.